# Валттері Фільппула
Валттері Фільппула (фін. Valtteri Filppula; 20 березня 1984, м. Вантаа, Фінляндія) — фінський хокеїст, центральний нападник. Виступає за «Женева-Серветт» у Національній лізі А.
Вихованець хокейної школи УВУ. Виступав за «Йокеріт» (Гельсінкі), «Гранд-Репід Гріффітс» (АХЛ), «Детройт Ред-Вінгс».
В чемпіонатах НХЛ — 1056 матчів (197+333), у турнірах Кубка Стенлі — 166 матчів (25+61).
У складі національної збірної Фінляндії учасник зимових Олімпійських ігор 2010 (6 матчів, 3+0); учасник чемпіонату світу 2012 (10 матчів, 4+6). У складі молодіжної збірної Фінляндії учасник чемпіонатів світу 2003 і 2004. У складі юніорської збірної Фінляндії учасник чемпіонату світу 2002.
Брат: Іларі Фільппула.
Досягнення
- Бронзовий призер зимових Олімпійських ігор (2010)
- Володар Кубка Стенлі (2008)
- Срібний призер чемпіонату Фінляднії (2005)
- Бронзовий призер молодіжного чемпіонату світу (2003, 2004)
- Переможець чемпіонату світу (2022)
- Олімпійський чемпіон (2022)
- Член Потрійного золотого клубу